# Blackburn Pellet
Dimensions
Le Blackburn Pellet est un hydravion monoplace de course destiné à participer à la Coupe Schneider en 1923. Il fut construit par la firme Blackburn Aircraft à partir d'un projet militaire remontant à la Première Guerre mondiale.

## Le Blackburn N.1B: un hydravion de chasse
En avril 1917 l’Amirauté britannique émit le cahier des charges N.1(b) pour un hydravion de chasse monoplace destiné à remplacer les hydravions Sopwith Baby utilisés pour l’escorte des hydravions de grande reconnaissance du RNAS. Une vitesse de 160 km/h, un plafond de 3 050 m et une autonomie de 3 heures étaient exigés.
Blackburn, qui avait recruté en 1915 Harris Booth, proposa un hydravion à coque inspiré comme le Supermarine N.1B des réalisations de l’Admiralty Air Department. Les deux appareils reposaient sur une coque en bois réalisée selon un concept formulé par le Lt Linton Hope de la Royal Navy : des cadres circulaires tenus par des lisses soutenaient un revêtement constitué par deux couches croisées à 90° de bandes d’acajou de 3 mm d’épaisseur. La ressemblance entre les projets Supermarine et Blackburn s’arrêtait là, le second se présentant comme un élégant biplan à ailes inégales non décalées réalisées autour de longerons caissons supportant des nervures en spruce. Cette voilure aux extrémités elliptiques était repliable autour d’une section centrale de 3,40 m d’envergure. La coque à deux redans devait recevoir à l’avant du pilote une mitrailleuse Lewis. Ce projet fut probablement le premier sur lequel travailla Harris Booth, dont on retrouve la signature dans l’empennage biplan bidérive utilisant un profil RAF14 au plan supérieur. Le moteur Hispano-Suiza de 200 ch, situé très au-dessus du fuselage, entraînant une hélice propulsive bipale et était refroidi par un radiateur frontal.
3 prototypes furent commandés à Blackburn (Serial N56, N57 et N58), mais les essais réussis du Sopwith Pup et la perspective de disposer avec le Camel d’un appareil encore plus performant entraînèrent l’annulation des commandes N.1B en novembre 1918. Alors que les prototypes concurrents avaient déjà pris l’air, on attendait toujours à Leeds un moteur et seule une cellule avait été achevée. Celle-ci fut stockée, puis réutilisée en 1923 pour construire le Pellet.

## Le Blackburn Pellet et la Coupe Schneider
H.C. Biard ayant remporté la Coupe Schneider en 1922 à Naples, la Grande-Bretagne fut chargée d’organiser l’édition 1923 de cette épreuve de vitesse pour hydravions. Face aux concurrents français et américains le Royaume-Uni alignait le Supermarine Sea Lion III, mais en mars 1923 Blackburn annonça qu’il préparait également un appareil pour l’épreuve.
Le Supermarine Sea Lion II, vainqueur en 1922, dérivait de l’amphibie militaire Sea King II, lui-même issu du Supermarine Baby né du programme N.1B. On ressortit donc la coque du prototype N56, conservée depuis novembre 1918 à Brough et qui se révélait en parfait état. >. Une voilure sesquiplane légèrement décalée fut posée sur cette coque, le plan supérieur recevait des ailerons de grande envergure et un dièdre et le plan inférieur des flotteurs en bois boulonnés ôdirectement sous l’intrados. Un jeu de mâts profilés en N supportait au-dessus du fuselage le plan supérieur et un moteur Napier Lion de 450 ch soigneusement profilé entraînant une grosse bipale en bois. Le refroidissement du moteur étant assuré par des radiateurs noyés dans le profil du plan supérieur, affleurant à l’intrados. Les empennages étaient classiques, le plan horizontal étant contre-venté.
Chargé de piloter l’appareil, R.W. Kenworthy avait exigé que l’hydravion soit prêt avant août 1923 afin d’assurer une bonne préparation. L’immatriculation G-EBHF fut attribuée le 23 juillet, mais le prototype ne fut mis à l’eau à Brough que début septembre. Pire, cette mise à l’eau fut contrariée par la marée, l’appareil se retournant par tribord.
Robert Blackburn tenait à participer à la Coupe Schneider. L’hydravion fut donc sorti de l’eau, entièrement séché, et doté de flotteurs plus grands. Le temps pressant, le Pellet fut ensuite transféré directement par voie ferroviaire chez Fairey Aviation Co Ltd à Hamble. Doté du numéro de course ‘6’, il fut finalement mis à l’eau le 26 septembre 1923, veille de la course. Bien qu’ayant embarqué beaucoup d’eau, Kenworthy parvint à décoller l’appareil pour un premier vol qui fut plus que décevant : l'hydravion avait une tendance prononcée à piquer et la surface du radiateur se révéla insuffisante. L’eau de refroidissement bouillant, Kenworthy se posa avec succès devant l’hydrobase de la RAF de Calshot pour y attendre un remorquage jusque chez S.E. Saunders à Cowes, dans l’Île de Wight.
Durant la nuit on installa un radiateur Lamblin sous la section centrale de voilure et on remplaça l’hélice en bois par une bipale métallique. À 11 h 48, le 27 septembre, quelques minutes seulement avant la limite fixée pour participer aux épreuves de navigation et aux essais marins, le Pellet fut déclaré prêt. Mais au moment où l’hydravion s’apprêtait à décoller de la rivière Medina, il se mit à tanguer, déjaugea prématurément et pivota légèrement sous l’effet du couple d’hélice. Le flotteur droit heurta alors l’eau et l’hydravion se retourna avant de s’enfoncer rapidement. Le pilote parvint à se dégager seul et l’avion ramené dans le hangar Saunders la nuit suivante, mais la Coupe Schneider partait pour les États-Unis.

## Sources
1. ↑  Peter London
2. 1 2 3 4 5  AJ Jackson
3. 1 2  Flight 4 octobre 1923